# Humahuaca
Humahuaca – miasto w Argentynie, w prowincji Jujuy, stolica departamentu Humahuaca.
Według danych szacunkowych na rok 2010 miejscowość liczyła 10 256 mieszkańców.